# Matvej Matveevič Gedenštrom (diplomatico)
Matvej Matveevič Gedenštrom (Odessa, 12 dicembre 1858 – ...) è stato un diplomatico e agente segreto russo.

## Biografia

### Le origini
Matvej Matveevič Gedenštrom nasce a Odessa il 12 dicembre del 1858 nella famiglia di un capitano del Reggimento ussari di Elisavetgrad. La famiglia ha origini svedesi. Nipote del famoso esploratore e scrittore russo Matvej Matveevič Gedenštrom (suo omonimo), dopo essersi laureato alla facoltà di legge dell'Università di Kiev nel corso del 1882, inizia a lavorare presso il palazzo di giustizia della stessa città, dove rimane per un anno. Dopodiché, nel 1886 si trasferisce nella capitale francese, Parigi.
Dopo essere entrato in contatto con la  Société de geographie commerciale di Parigi e con il Ministero della Marina francese, decide di seguire le orme dell'antenato esploratore compiendo un viaggio, della durata di circa due anni, che lo condurrà nell'isola di Sumatra. Ritorna in Russia nel 1890. Nel 1892 accetta un incarico presso il Ministero degli affari interni con il compito di responsabile per gli incarichi speciali nella regione di Tomsk, in Siberia.
Successivamente viene nominato capo dell'ufficio del governatore generale dell'Amur, regione dell'estremo oriente russo. Nel 1900 chiede il trasferimento presso il Ministero degli affari esteri. Questo lo porterà ad essere nominato vice-console della città giapponese di Hakodate. Manterrà tale incarico fino al 1904. Nel contempo accetta anche alcuni incarichi segreti riguardanti la raccolta di informazioni per conto sia del Ministero per cui lavora sia per quello della Marina.
Poco dopo lo scoppio della guerra russo-giapponese, nel giugno 1904 viene inviato nel Mar Rosso. Poi nell'agosto 1906 si trasferirà a Malta in qualità di console e, successivamente, nel giugno 1907, sarà nominato console di Melbourne, dove rimarrà per un lungo periodo. Lascerà l'Australia solo nell'ottobre 1909 quando, insieme alla famiglia, che lo aveva seguito, si sposterà nell'isola di Ceylon. Manterrà tuttavia l'incarico di console generale russo a Melbourne fino al luglio 1910.

### La parentesi italiana
Nel 1914 si trasferisce a Milano e prende alloggio in una abitazione ubicata al civico 82 di Corso Venezia. Poco dopo il suo arrivo entra in contatto con Benito Mussolini. La sua intenzione è quella di partecipare attivamente alla fondazione del quotidiano socialista interventista Il Popolo d'Italia per cercare di trascinare l'Italia in guerra a fianco delle potenze dell'Intesa. In realtà, in quella circostanza opera in qualità di agente clandestino del Ministero degli affari esteri del suo paese.
Intercede inoltre con il governo russo per convincerlo a finanziare un blitz armato, da compiere sul confine tra Italia e Austria attraverso un battaglione di volontari - costituito in parte da garibaldini - al fine di costringere l'Austria-Ungheria a dichiarare guerra all'Italia. L'operazione è sostenuta da un comitato segreto formato da alcuni interventisti italiani. Ne fanno parte, tra i tanti, anche Benito Mussolini, Alceste de Ambris, Leonida Bissolati, Ricciotti Garibaldi e Filippo Naldi.

### Il ritorno in Russia
Con l'entrata in guerra dell'Italia però il progetto viene accantonato, e la funzione di Gedenštrom all'interno dello stesso perde di valore. E così egli decide di ritornare stabilmente in patria. Nel 1916 è a Pietrogrado insieme alla moglie. Città, questa, da cui però è costretto a spostarsi ben presto a causa delle rivoluzioni del 1917. Vi farà ritorno in seguito, prima di trasferirsi in Estonia, più precisamente nella capitale Tallinn, dove nel 1921 alloggerà in un albergo, sempre insieme alla consorte. 
Successivamente i due si trasferiranno nella tenuta di Kolga, di proprietà del Conte russo Peter "Pierre" Steinbock, ex Generale maggiore dell'Impero russo e parente di lei. Non è dato tuttavia conoscere il luogo né la data della morte di Gedenštrom.